# Campeonato Paulista de Futebol de 1913 (LPF)
O Campeonato da Liga Paulista Foot-Ball de 1913 foi a 12.ª edição da competição entre clubes de futebol paulistanos filiados à LPF. É um dos dois torneios reconhecidos oficialmente pela Federação Paulista de Futebol como o Campeonato Paulista de Futebol daquela temporada. 
A competição teve o Americano como campeão e o Ypiranga no segundo lugar.
Todos os duelos foram disputados no campo do Parque da Antarctica Paulista. Em 24 jogos, foram marcados 96 gols (uma média de 4,0 por partida). 
Décio, do Americano, terminou como artilheiro, com sete gols.

## História
Disputado entre 6 de abril e 26 de outubro, contou com a participação de seis equipes, incluindo os estreantes Corinthians e Santos.
A FPF reconhece oficialmente duas competições como legítimas edições do Campeonato Paulista de Futebol de 1913, cada uma das quais organizadas por uma entidade diferente, uma pela Liga Paulista de Foot-Ball e outra pela Associação Paulista de Esportes Atléticos.
Naquele ano, pela primeira vez, houve uma cisão na elite do futebol paulistano, por conta de disputas políticas. Descontentes com a LPF, um grupo liderado pelo Club Athletico Paulistano abandonou a tradicional entidade e resolveu criar uma liga paralela na cidade de São Paulo, organizada pela recém-fundada APEA (ou APSA, segundo a grafia original).
O estopim do rompimento foi a possibilidade da LPF aceitar a adesão de clubes de origem popular - como o Sport Club Corinthians Paulista - e a troca do campo oficial do campeonato - a liga fechou com um aluguel exclusivo com o Germânia, proprietário do Parque da Antarctica Paulista, em detrimento do Velódromo de São Paulo, pertencente ao Paulistano.
Assim, por quatro temporadas, o futebol na cidade de São Paulo teria duas ligas rivais oficiais.

## Participantes
- Americano
- Corinthians
- Germânia
- Internacional
- Santos
- Ypiranga

## Tabela
- 6 de abril de 1913 SC Internacional 0 x 2 Ypiranga
- 20 de abril de 1913 Germânia 3 x 1 Corinthians
- 27 de abril de 1913 Americano 4 x 0 Germânia
- 11 de maio de 1913 Corinthians 1 x 3 SC Internacional
- 18 de maio de 1913 Ypiranga 4 x 2 Germânia
- 25 de maio de 1913 Americano 7 x 1 Corinthians
- 1 de junho de 1913 Germânia 8 x 2 Santos
- 8 de junho de 1913 Corinthians 0 x 0 Ypiranga
- 15 de junho de 1913 Americano 4 x 0 SC Internacional
- 22 de junho de 1913 Corinthians 3 x 6 Santos
- 29 de junho de 1913 Germânia 1 x 3 SC Internacional
- 6 de julho de 1913 Americano 2 x 0 Ypiranga
- 13 de julho de 1913 SC Internacional 5 x 1 Santos
- 20 de julho de 1913 SC Internacional 0 x 1 Ypiranga
- 7 de setembro de 1913 Americano 6 x 1 Santos **(Santos abandona o torneio)
- 7 de setembro de 1913 Corinthians 2 x 0 Germânia
- 14 de setembro de 1913 Germânia 0 x 3 Americano
- 21 de setembro de 1913 Germânia 2 x 1 Ypiranga
- 21 de setembro de 1913 SC Internacional 2 x 2 Corinthians
- 5 de outubro de 1913 Corinthians 0 x 0 Ypiranga
- 5 de outubro de 1913 SC Internacional 1 x 1 Americano
- 12 de outubro de 1913 Ypiranga 2 x 2 Americano
- 19 de outubro de 1913 Americano 1 x 1 Corinthians-
- 26 de outubro de 1913 SC Internacional 5 x 1 Germânia

## Jogo do título
Internacional 1–1 Americano (5 de outubro de 1913)
- O Americano chegou ao seu antepenúltimo jogo com 10 pontos, contra 8 pontos do Ypiranga, que só teria mais uma partida. Com o empate diante do Internacional, o Americano chegou a inalcançáveis 11 pontos, sagrando-se bicampeão.

## Classificação final
| Classificação - Final | Classificação - Final | Classificação - Final | Classificação - Final | Classificação - Final | Classificação - Final | Classificação - Final | Classificação - Final | Classificação - Final | Classificação - Final |
| Time | Time                  | PG                    | J                     | V                     | E                     | D                     | GP                    | GC                    | SG                    |
| --- | --------------------- | --------------------- | --------------------- | --------------------- | --------------------- | --------------------- | --------------------- | --------------------- | --------------------- |
| 1 | Americano*            | 13                    | 9                     | 6                     | 3                     | 0                     | 30                    | 6                     | 24                    |
| 2 | Internacional*        | 10                    | 9                     | 4                     | 2                     | 3                     | 19                    | 14                    | 5                     |
| 3 | Ypiranga              | 9                     | 8                     | 3                     | 3                     | 2                     | 10                    | 8                     | 2                     |
| 4 | Corinthians*          | 6                     | 9                     | 1                     | 4                     | 4                     | 11                    | 22                    | - 11                  |
| 5 | Germânia*             | 7                     | 9                     | 3                     | 0                     | 6                     | 17                    | 25                    | - 8                   |
| 6 | Santos**              | 2                     | 4                     | 1                     | 0                     | 3                     | 10                    | 22                    | - 12                  |
| PG - pontos ganhos; J - jogos; V - vitórias; E - empates; D - derrotas; GP - gols pró; GC - gols contra; SG - saldo de gols |                       |                       |                       |                       |                       |                       |                       |                       |                       |

Com estes resultados, o Americano sagrou-se campeão paulista pela LPF.
(* os jogos contra a equipe do Santos FC foram anulados para critério de classificação.)

## Premiação
| Campeão Paulista de 1913 |
| ------------------------ |
| AMERICANO (2º título)    |